# 카밀루 다 시우바 산베주
카밀루 다 시우바 산베주(포르투갈어: Camilo da Silva Sanvezzo, 1988년 7월 21일) 또는 카밀루는 브라질의 축구 선수이다. K리그 시절 등록명은 까밀로이다.

## 축구인 경력

### 선수 경력
2009년 몰타의 코르미에 입단하여 2009-10 시즌 득점왕에 오른 후 경남 FC로 이적하였으나 큰 활약을 펼치지 못하였다.
이후 메이저 리그 사커의 밴쿠버 화이트캡스로 이적하였고 2013 시즌 득점왕을 수상하였다.